# Roland Garros
 Ovo je glavno značenje pojma Roland Garros. Za druga značenja pogledajte Roland Garros (razdvojba).
Roland Garros (ili "Otvoreno prvenstvo Francuske Roland Garros" fra. Internationaux de France de Roland-Garros) ime je teniskog turnira u Parizu, koji spada u seriju Grand Slam turnira. Ime je dobio po slavnom francuskom pilotu iz Prvog svjetskog rata, o kojemu više možete pronaći u članku Roland Garros (osoba).

## Kratka povijest turnira
Tradicionalno se održava između sredine svibnja i ranog lipnja u Parizu, Francuska. Drugi je Grand Slam u sezoni (poslije Australian Opena, a prije Wimbledona).
Roland Garros je kao turnir počeo djelovati na državnoj razini 1891. godine. 1925. godine, turnir je postao međunarodni. Natjecanje se održavalo na travnatoj površini na jednom od dva stadiona: Racing Club de France ili Stade Français. 
Za potrebe Davis Cupa 1928., novi teniski stadion je izrađen na lokaciji zvanoj Porte d’Auteuil. Taj je stadion imao dva terena, Stade Roland Garros (nazvan po francuskom pilotu iz Prvog svjetskog rata), i Philippe Chatrier. Oba terena su imali zemljanu površinu. Razlika u površinama se očituje u odskoku teniske loptice, njenoj brzini (loptice su sporije), mogućnosti provjere tragova loptice i sl. I danas se ovaj turnir odigrava na zemljanoj površini.
Ta sporost zemljane površine za posljedicu ima specijaliziranje pojedinih igrača za isključivo takvu površinu (pogotovo Južnoamerikanci i Španjolci). Brojne teniske legende (kao Pete Sampras), su osvojile sve Grand Slamove na brzim podlogama, samo ne Roland Garros. 13 od zadnjih 17 osvajača Roland Garrosa nije osvojilo nijedan drugi Grand Slam.
Kod ženskog tenisa, stvar je slična. Lindsay Davenport je 1997. samo Roland Garros nedostajao da popuni sve Grand Slamove u jednoj sezoni. Martini Hingis također nije pošlo "za reketom" uzeti titulu pobjednice ovoga turnira. 
1968. godine, Roland Garros je postao prvi Grand Slam koji je postao otvoren (na njemu su mogli nastupati i amateri i profesionalci). Od 2006., Roland Garros je izjednačio nagradni fond i za žene i za muškarce. Kod svih velikih turnira, još samo Wimbledon diskriminira žene, te se otvorila još i danas otvorena polemika o izjednačavanju fonda.
Zadnju pobjedu na Roland Garrosu ostvario je Španjolac Rafael Nadal pobijedivši u finalu 1. tenisača svijeta Rogera Federera.

### Hrvati na Roland Garrosu
1938. je godine Dragutin Mitić pobijedio u mješovitim parovima igrajući s Francuzicom Simone Mathieu.
1939. je godine Franjo Kukuljević u mješovitim parovima igrajući s Francuzicom Simone Mathieu izgubio u finalu.
1997. je Iva Majoli osvojila ovaj turnir, pobijedivši dotad neprikosnovenu Martinu Hingis.
2005. godine je prvi hrvatski tenisač osvojio juniorski Roland Garros. Bio je to Marin Čilić.

## Rekordi i zapaženi osvajači
Najviše titula od 1925. kod muškaraca:
- Sva natjecanja: Henri Cochet Francuska, 9 titula (4 pojedinačno, 3 u parovima, 2 titule u miješanim parovima).
- Pojedinačno: Björn Borg Švedska, 6
- Najviše titula zaredom pojedinačno: Björn Borg, Rafael Nadal 4
- Parovi: Roy Emerson Australija, 6

Najviše titula od 1925. kod žena:
- Sva natjecanja: Margaret Smith Court (Australija), 13 titula (5 pojedinačno, 4 u parovima, 4 u miješanim parovima)
- Pojedinačno: Chris Evert (SAD), 7
- Najviše titula zaredom pojedinačno: Helen Willis Moody (SAD), Hilde Sperling (Njemačka), Monika Seleš, Jugoslavija/SAD i Iga Świątek (Poljska), 3
- Parovi: Martina Navrátilová, Čehoslovačka/SAD, 7

Najmlađi pojedinačni osvajači:
- Kod muškaraca: Michael Chang (1989.): 19 godina i 3 mjeseca
- Kod žena: Monica Seleš (1990.): 16 godina i 6 mjeseci

Najstariji pojedinačni osvajači:
- Kod muškaraca: Andrés Gimeno (1972.); 34 godine i 10 mjeseci
- Kod žena: Chris Evert (1986.): 31 godina i 5 mjeseci

Branitelji naslova od 2005. godine:
- Kod muškaraca: Rafael Nadal
- Kod žena: Justine Henin-Hardenne

Posljednji francuski prvaci:
Last French singles champions:
- Kod muškaraca: Yannick Noah (1983.)
- Kod žena: Mary Pierce (2000.)

## Poveznice
- Pobjednici Roland Garrosa (pojedinačno muškarci)
- Pobjednici Roland Garrosa (pojedinačno žene)
- ATP
- Wimbledon
- Davis Cup
- Australian Open
- US Open

## Vanjske poveznice
- French Open - Službena stranica
- Roland Garros na France2 - na francuskom  Arhivirana inačica izvorne stranice od 7. srpnja 2005. (Wayback Machine)
- Satelitska slika terena (Google Maps)